# Jezevec
Jezevec je české rodové jméno sdružující 5 rodů z čeledi lasicovitých šelem. Jediným českým zástupcem je jezevec lesní (Meles meles). Současné genetické studie naznačují, že tato skupina není jednotná: „smrdutí jezevci“ – rod Mydaus – ve skutečnosti nemají se zbytkem této skupiny nic společného a patří spíše ke skunkům. Nejenže by tak nebyli opravdovými jezevci, ale nepatřili by ani mezi lasicovité šelmy; vhodnější české jméno by pak pro ně bylo označení telagon, používané ve starší literatuře.

## Popis
Jezevci mají poměrně krátká a široká těla s krátkýma nohama, které slouží ke hrabání. Mají protáhlé hlavy s malýma ušima. Délka ocasu se liší podle druhu. Mají černou hlavu s bílým značením, šedé tělo se světlými pruhy od hlavy k ocasu, tmavé nohy a světlé břicho. S ocasem mohou měřit až 90 cm a vážit až kolem 20 kg.

## Druhy
- Rod: Meles
  - jezevec lesní (Meles meles) a jeho poddruhy:
    - jezevec evropský (Meles meles meles)
    - jezevec amurský (Meles meles amurensis)
    - jezevec japonský (Meles meles anakuma)
    - jezevec středoasijský (Meles meles arenarius)

  - †Meles iberica[1]
  - †Meles dimitrius Koufos, 1992, svrchní pliocén a spodní pleistocén, Řecko
  - †Meles gennevauxi Viret, 1939, spodní pliocén Francie (Montpellier), někdy řazen do rodu Arctomeles
- Rod Melogale
  - jezevec fretkovitý (Melogale everetti)
  - jezevec šedý (Melogale moschata)
  - jezevec hnědý (Melogale orientalis) – někdy řazen do zvláštního rodu Myogale
  - jezevec bělolící (Melogale personata)
- Rod Arctonyx
  - jezevec bělohrdlý = jezevec prasečí (Arctonyx collaris)
- Rod Mydaus – někdy řazen do podčeledi skunkové
  - jezevec smrdutý (Mydaus javanensis)
  - jezevec krátkoocasý (Mydaus marchei) – někdy řazen do zvláštního rodu Suillotaxus
- Rod Taxidea (jediný recentní rod podčeledi Taxidiinae)
  - jezevec americký = jezevec stříbrný (Taxidea taxus)

Členění do podčeledí je uvedeno u lasicovitých šelem.